# Peer Joechel
Peer Joechel (* 6. März 1967 in Kiel) ist ein deutscher Bobfahrer.
Joechel war von 1991 bis 2001 Mitglied des Nationalkaders Bobsport, bis 1996 als Anschieber und seitdem als Pilot. 1991 wurde er mit Volker Dietrich in Cervinia Vize-Europameister im Zweierbob der Herren. Den größten Erfolg erreichte er bei der Bob-Weltmeisterschaft 1993, in Igls wurde er mit Christoph Langen vor dem Bob des Schweizers Gustav Weder Weltmeister. Die EM 1994 in La Plagne brachte an der Seite von Langen den kontinentalen Titelgewinn, vor den späteren Olympiasiegern. Für den Gewinn der Weltmeisterschaft 1993 wurde er mit dem Silbernen Lorbeerblatt ausgezeichnet.
1992 war er Gründungsmitglied der Firma Leitwerk IT-Lösungen sowie Geschäftsführer. Von 1993 bis 2002 studierte er Medizin an der Ludwig-Maximilians-Universität München.
2003 wurde er mit der Dissertation Darstellung des kortikalen motorischen Handareals mittels funktioneller Magnetresonanztomographie unter Anwendung eines künstlichen neuronalen Netzes am Institut für Klinische Radiologie an der Ludwig-Maximilians-Universität promoviert. Peer Joechel ist Facharzt für Orthopädie und Unfallchirurgie.
Er ist Mitgründer des Ligamenta Wirbelsäulenzentrums in Frankfurt am Main. Peer Joechel hat sich unter anderem auf die endoskopische Bandscheibenoperation (Tessys-Methode) spezialisiert. Außerdem war er der erste Arzt in Deutschland, der die Elastoplastie anwendete, ein Verfahren, das ähnlich wie eine Kyphoplastie, zur Wirbelkörperbruch Behandlung angewendet wird.